# Franz Xaver Gmeiner

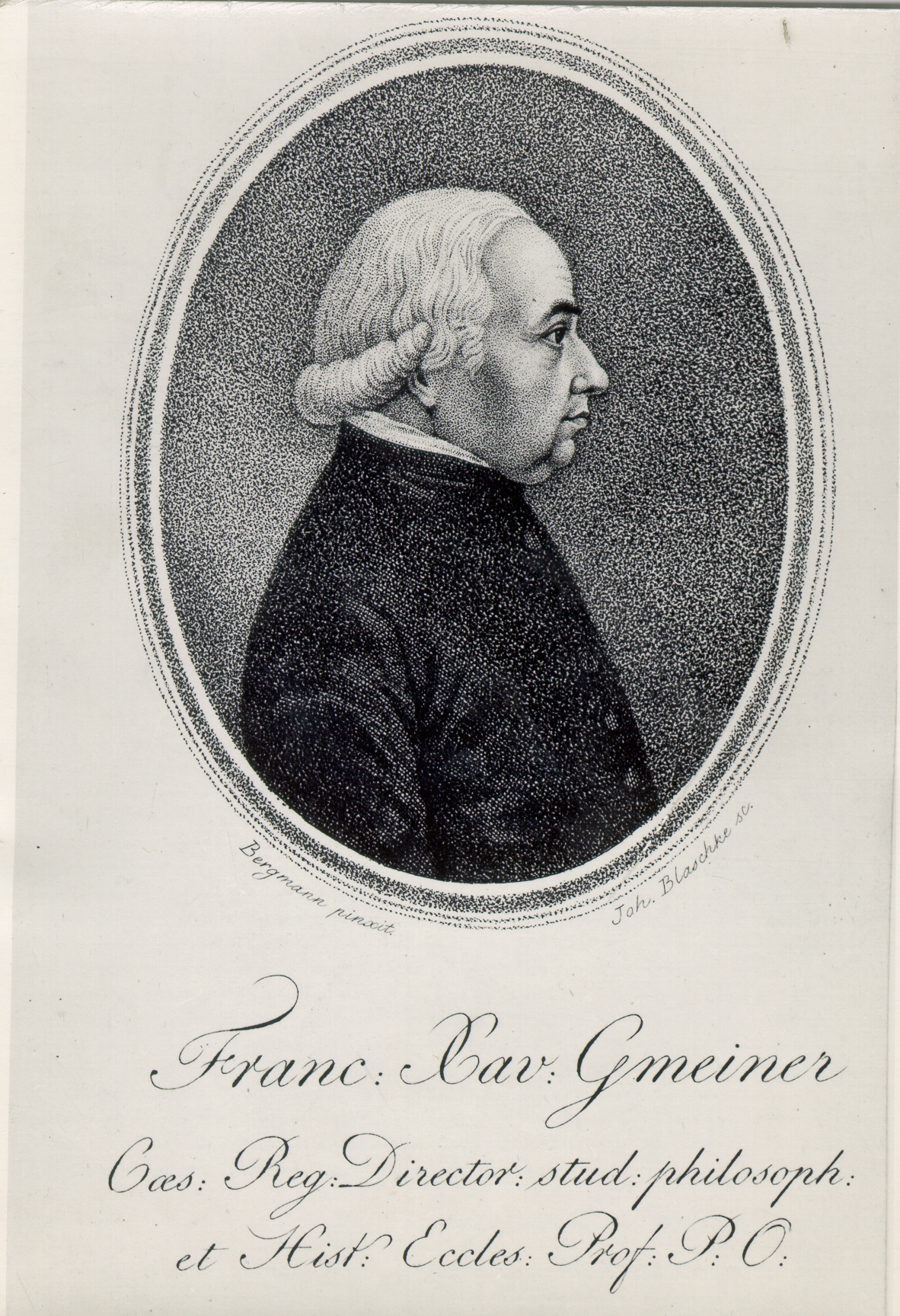
Porträt von vor 1825

Franz Xaver Gmeiner (* 6. Januar 1752 in Studenitz bei Windischfeistritz; † 27. März 1828 in Graz) war ein österreichischer Philosoph, Theologe, Kirchenhistoriker und Kirchenrechtler.

## Leben
Gmeiner besuchte das Gymnasium von Maribor, wechselte dann auf das Grazer Gymnasium. Er studierte Philosophie und Theologie an der Universität Graz und erwarb den Grad eines Dr. phil. Seine Priesterweihe erfolgte 1774, 1775 die Promotion zum Dr. theol. Nach einer Zeit als außerordentlicher Professor wurde er ordentlicher Professor der Kirchengeschichte.
Gmeiner war im akademischen Jahr 1791/1792 Rektor der Universität, anschließend zehn Jahre Präsident des Studienkonsesses und danach von 1802 und 1816 Direktor des philosophischen Studiums. Am 6. Dezember 1816 wurde er zum kaiserlichen Rat ernannt. 1822 trat er dann in den Ruhestand.
Gmeiner war Anhänger des Josephinismus.
Gmeiners 1787 in Graz erschienenes Werk Epitome historiae ecclesiasticae N. T. in usum praelectionum academicarum wurde im Jahr 1827 durch die Glaubenskongregation auf den Index gesetzt.

## Werke (Auswahl)
- Das besondere Kirchenrecht: nach den Grundsätzen des Naturrechtes, der Vernunftlehre und des Staatsrechtes, Lechner, Frankfurt am Main 1781.
- Historisch-Kritische Prüfung des Porciunkula-Ablaßes, Wien 1781 (anonym).
- Beweis, daß die Ordensgelübde jener Orden, die der Landesfürst in seinen Staaten nicht mehr dulden will, ohne vorhergehender Dispensation ihre Verbindlichkeit verlieren, Graz und Wien 1782. Digitalisat
- Institutiones Iuris Ecclesiastici, 3 Bände, Weingand und Ferstl, Wien und Graz 1782.
- Epitome historiae ecclesiasticae N[ovi] T[estamenti]: in usum praelectionum academicarum. – Verlag Weingand und Ferstl, Graz,  Band 1: Complectens duas epochas priores., Band 2. Complectens Duas Epochas Posteriores. („Zusammenfassende Kirchengeschichte des Neuen Testaments zum Gebrauch als Vorbereitung zu Vorlesungen“)
- Anleitung zum allgemeinen Kirchenrecht, Wolff, Augsburg 1789.
- Kirchenrecht, 2 Bände, Zaunrith, Graz 1790.
- Theologia dogmatica in systema redacta et methodo scientifica proposita, 2 Bände, Ferstl, Graz 1807.